# Каминкер, Дмитрий Давыдович
Каминкер Дмитрий Давыдович (род. 5 ноября 1949) — российский скульптор. Заслуженный художник Российской Федерации (2013), член-корреспондент РАХ (2021). Заслуженный художник Санкт-Петербурга (2024).

## Творческая Биография
Родился в Ленинграде в семье физика Д. М. Каминкера.
В 1969—1973 годах учился на отделении архитектурно-декоративной скульптуры ЛВХПУ имени В. И. Мухиной. Член Союза художников России с 1980 года. Основатель и председатель правления Санкт-петербургского творческого объединения «Озерки — деревня художников».
С 1975 года принимает участие во всероссийских и международных художественных выставках. Его скульптуры экспонировались в Великобритании, Болгарии, Дании, Италии, Швеции, Норвегии, Бразилии, США, Канаде и в других странах.
В собрании Государственного Русского Музея находятся семнадцать работ скульптора. Произведения Д. Д. Каминкера также представлены в собраниях Государственной Третьяковской Галереи, Государственного центра современного искусства, музея городской скульптуры Санкт-Петербурга, музеев Ярославля, Магнитогорска и других городов России, а также музеев США, Великобритании, Канады, Дании и других стран. В 1999 году состоялась персональная выставка работ Д. Д. Каминкера в Государственном Русском Музее. Персональные выставки прошли также в Toronto sculpture garden (Канада), колледже искусств и гуманитарных наук Мэрилэндского университета (MICA, США), галерее журнала «Наше Наследие» (Москва), Уэслианском университете (Иллинойс, США), в университете Гранд-Валли (GVSU, Мичиган, США).

## Установленные скульптуры
Монументальные работы Каминкера установлены в Санкт-Петербурге, Новосибирске, Владикавказе, Алма-Ате, а также в Германии, Дании, Канаде и других странах.
В Санкт-Петербурге установлены следующие работы Д. Д. Каминкера:
- 2001 год — памятный знак ликвидаторам чернобыльской катастрофы на ул. Планерной;
- 2003 год — скульптурная композиция «Гребец» в Озерках;
- 2005 год — скульптурные композиции «Глашатай» и «Слепой» на ул. Б. Московской;
- 2009 год — в рамках проекта благоустройства сквера перед администрацией Приморского района Санкт-Петербурга исполнена композиция-фонтан «Крылатый морской конь. Из варяг в греки» (в соавторстве с сыном Даниилом Каминкером);
- 2011 год — во дворе филологического факультета СПбГУ был открыт памятник ирландскому поэту Томасу Муру — «Трилистник Томаса Мура»;
- 2013 год — перед новым терминалом аэропорта Пулково в Санкт-Петербурге открыта скульптура Каминкера «Авиатор».

С 1991 по 2002 год работал в Дании, где выполнил ряд скульптур для городов Орхус и Хольстебро, а также участвовал и организовывал международные выставки и фестивали совместно с датским художником Хансом Круллем (Hans Krull).